# Festival in the Desert
Festival in the Desert eller Festival au Désert er en årlig musikfestival, der afholdes i den lille oaseby Essakane, godt 50 km nord for Timbuktu i Mali.
Traditionen tog sin begyndelse år 2000, hvorefter den har været gentaget hvert år siden da omkring januar måned. Ideen bag etablering af festivalen har et politisk islæt, og er baseret på Tuaregernes (et beduin- og nomadefolk) accept af en øget assimilering med de omkringliggende fastboende samfund.
På festivalen, hvor der under festivalen i januar 2007 var mere end 7.000 deltagere og langt over 1.000 udenlandske besøgende, er Tuareger i klart flertal og de kombinerer festivalens traditionsrige malinesiske musik med en traditionel komsammen med kamelvæddeløb, markeder m.m. mens tilrejsende festivalgæster m.m. suger indtryk til sig fra en af verdens mest anderledes og udfordrende musikfestivaler.

## Eksterne links
- Festival au Désert – officiel website Arkiveret 28. september 2007 hos  Wayback Machine
- "Audio slideshow: Desert festival" Arkiveret 5. september 2007 hos  Wayback Machine, (BBC News, 2. februar 2007)

20°01′42″N 3°11′51″V / 20.0283°N 3.1974°V